# Cidade de Iloilo
Cidade de Iloilo (ilongo: Dakbanwa sang Iloílo) é uma cidade altamente urbanizada nas Filipinas e a capital da província de Iloilo. É o centro político da região das Visayas Ocidentais (Região VI), assim como o centro da área Metropolitana de Iloílo–Guimarás. Faz fronteira com as cidades de Oton pelo leste, Pavia pelo norte, Leganés ao nordeste e o Estreito de Iloílo à costa sul e leste. A cidade foi formada por uma conglomeração de povoados, que agora compõem os distritos geográficos de Jaro, Molo, La Paz, Mandurriao, Villa Arevalo e La Punta. O distrito de Lápuz, antigamente parte de La Paz, foi declarado oficialmente em 2008.  De acordo com o censo de 1 maio  de  2020 possui uma população de 457 626 pessoas e 104 313 domicílios.
A história de Iloílo remonta ao período da colônia espanhola, tendo se iniciado como um pequeno e incoerente grupo de vilas pesqueiras ao redor do rio Iloílo e perto de um grande pântano, que depois de 1855 se tornou o segundo porto mais importante da colônia, devido ao trânsito de produtos derivados da cana-de-açúcar vindos da vizinha ilha de Negros. Posteriormente recebeu o título de "cidade mais nobre" ("la muy noble ciudad") da rainha regente da Espanha.

## Bairros
- Abeto Mirasol Taft South (Quirino Abe)
- Aguinaldo
- Airport (Tabucan Airport)
- Alalasan Lapuz
- Arguelles
- Arsenal Aduana
- Bakhaw
- Balabago
- Balantang
- Baldoza
- Bantud
- Banuyao
- Baybay Tanza
- Benedicto (Jaro)
- Bito-on
- Bolilao
- Bonifacio (Arevalo)
- Bonifacio Tanza
- Buhang
- Buhang Taft North
- Buntatala
- Burgos-Mabini-Plaza
- Caingin
- Calahunan
- Calaparan
- Calubihan
- Calumpang
- Camalig
- Cochero
- Compania
- Concepcion-Montes
- Cuartero
- Cubay
- Danao
- Delgado-Jalandoni-Bagumbayan
- Democracia
- Desamparados
- Divinagracia
- Don Esteban-Lapuz
- Dulonan
- Dungon
- Dungon A
- Dungon B
- East Baluarte
- East Timawa
- Edganzon
- El 98 Castilla (Claudio Lopez)
- Fajardo
- Flores
- General Hughes-Montes
- Gloria
- Gustilo
- Guzman-Jesena
- Habog-habog Salvacion
- Hibao-an Norte
- Hibao-an Sur
- Hinactacan
- Hipodromo
- Inday
- Infante
- Ingore
- Jalandoni Estate-Lapuz
- Jalandoni-Wilson
- Javellana
- Jereos
- Kahirupan
- Kasingkasing
- Katilingban
- Kauswagan
- Laguda
- Lanit
- Lapuz Norte
- Lapuz Sur
- Legaspi dela Rama
- Liberation
- Libertad, Santa Isabel
- Libertad-Lapuz
- Loboc-Lapuz
- Lopez Jaena (Jaro)
- Lopez Jaena Norte
- Lopez Jaena Sur
- Luna (Jaro)
- Luna (La Paz)
- M. V. Hechanova
- Mabolo-Delgado
- Macarthur
- Magdalo
- Magsaysay
- Magsaysay Village
- Malipayon-Delgado
- Mansaya-Lapuz
- Marcelo H. del Pilar
- Maria Clara
- Maria Cristina
- Mohon
- Molo Boulevard
- Monica Blumentritt
- Montinola
- Muelle Loney-Montes
- Nabitasan
- Navais
- Nonoy
- North Avanceña
- North Baluarte
- North Fundidor
- North San Jose
- Obrero-Lapuz
- Oñate de Leon
- Ortiz
- Osmeña
- Our Lady Of Fatima
- Our Lady Of Lourdes
- Pale Benedicto Rizal (Mandurriao)
- PHHC Block 17
- PHHC Block 22 NHA
- Poblacion Molo
- President Roxas
- Progreso-Lapuz
- Punong-Lapuz
- Quezon
- Quintin Salas
- Railway
- Rima-Rizal
- Rizal (La Paz)
- Rizal Estanzuela
- Rizal Ibarra
- Rizal Palapala I
- Rizal Palapala II
- Roxas Village
- Sambag
- Sampaguita
- San Agustin
- San Antonio
- San Felix
- San Isidro (Jaro)
- San Isidro (La Paz)
- San Jose (Arevalo)
- San Jose (City Proper)
- San Jose (Jaro)
- San Juan
- San Nicolas
- San Pedro (Jaro)
- San Pedro (Molo)
- San Rafael
- San Roque
- San Vicente
- Santa Cruz
- Santa Filomena
- Santa Rosa
- Santo Domingo
- Santo Niño Norte
- Santo Niño Sur
- Santo Rosario-Duran
- Seminario (Burgos Jalandoni)
- Simon Ledesma
- Sinikway (Bangkerohan Lapuz)
- So-oc
- South Baluarte
- South Fundidor
- South San Jose
- Taal
- Tabuc Suba (Jaro)
- Tabuc Suba (La Paz)
- Tabucan
- Tacas
- Tagbac
- Tanza-Esperanza
- Tap-oc
- Taytay Zone II
- Ticud (La Paz)
- Timawa Tanza I
- Timawa Tanza II
- Ungka
- Veterans Village
- Villa Anita
- West Habog-habog
- West Timawa
- Yulo Drive
- Yulo-Arroyo
- Zamora-Melliza